# فسديس
فسديس بلدة وبلدية تابعة لدائرة باتنة في ولاية باتنة بالجزائر.